# Sentier Martel
Le sentier Martel qui porte désormais le nom de sentier Blanc-Martel est un sentier qui parcourt sur près de 15 km la rivière Verdon par la rive droite depuis son entrée dans le canyon (Point Sublime) jusqu’au chalet de la Maline.

## Historique
Ce sentier (une petite portion du GR 4), aménagé en 1928 par le Touring Club de France portera dès 1930 le nom de « sentier Martel » du nom du spéléologue français Édouard-Alfred Martel (1859-1938). Il sera rebaptisé, en 2005, "sentier Blanc-Martel" en hommage à Isidore Blanc, l'instituteur rougonnais qui servit de guide au spéléologue.
Martel se rend sur le Plan de Canjuers et dans le Verdon en 1905 en mission pour le compte du ministère de l'Agriculture afin de faire des relevés hydrogéologiques précis sur l'alimentation et la potabilité de la résurgence de Fontaine-l'Evêque (Les salles-sur-Verdon, Var). Le 11 août 1905, Martel et l'ingénieur hydraulicien Le Couppey de La Forest, qu'accompagnent plusieurs personnes, prend le chemin muletier qui va de Rougon au couloir Samson. Dans cette équipe, se trouvent entre autres les personnes suivantes :
- Armand Janet qui avait tenté, sans succès, une exploration en 1896 ;
- Isidore Blanc, guide de l'expédition, qui était maître d’école à Rougon ;
- Les frères Audibert, Daniel Carbonel ;
- Baptistin Flory, Fernand Honorat, Prosper Maurel ;
- Zurcher, Teissier et le Belge, étudiant en droit, Cuvelier.

Ces hommes partent à bord de trois barques de bois et de toile. Après une journée mouvementée, le groupe établit un premier campement à la « Baume-aux-Pigeons », après avoir rebroussé chemin.
Dès le 12 août, une barque étant inutilisable, les hommes de l’équipée doivent porter le matériel et les provisions à dos d’homme. Martel et son compagnon vont jusqu’à la Mescla (du provençal « mesclun » qui signifie mélange), lieu où l’Artuby se jette dans le Verdon). Les autres hommes suivent, allant de gué en gué en portant l’embarcation devenue inutilisable. La suite du parcours se fait par les bords, sur terre, par manque d’eau dans la rivière. Ils arrivent à mi-journée au lieu-dit l’Estellier.
En début de soirée, il fait déjà nuit lorsque les hommes arrivent dans un étroit couloir, «le Styx» (nom de l’un des fleuves qui, dans la mythologie grecque, menait aux enfers ; contrairement à la légende, ce nom avait été donné à cet endroit avant l'expédition de Martel). Dans ce couloir, une deuxième barque se fracasse, envoyant hommes et matériel dans les eaux.
Le second campement est établi à l’Imbut (en provençal, « étroit » ou « entonnoir »). Les principaux récits disent qu’à l’Imbut, Martel aurait songé à renoncer à cette expédition, mais qu’il fut encouragé à continuer par ses équipiers, qui ne voulaient pas abandonner, au regard des efforts accomplis pour arriver jusque-là.
Le 13 août, le groupe repart en direction du Baou Béni et pénètre dans le canyon proprement dit. La progression est fastidieuse et très difficile, notamment le passage du Chaos de l’Imbut. Un troisième campement est établi au lieu-dit « les Cavalets ».
Le 14 août, la lente progression continue, parmi les troncs d’arbres et les chaos de rochers. Une partie de l’équipe abandonne au « Pas de Mayreste ». Ces hommes sont épuisés et découragés.
Le groupe restant, dont Martel et Armand arrivent finalement au « Pas du Galetas », près du pont (dit romain) d’Aiguines (aujourd’hui disparu sous les eaux du lac artificiel de Sainte-Croix). La première exploration de bout en bout du grand canyon du Verdon est réussie.
Martel et une partie de son équipe font une autre tentative en 1906, avec de meilleurs équipements.
En 1928, entre le 21 et le 26 juillet, Robert de Joly effectue une traversée complète des gorges du Verdon. Il est le premier à franchir les salles de l’Imbut à bord d’une sorte de canoë en caoutchouc.
En 1938, un explorateur et cinéaste français Albert Mahuzier effectue des repérages dans les Gorges, pour un film qu’il tourne en 1939 : La Croisière sauvage.
En 1945, un groupe de scouts effectue une reconnaissance du canyon et, en 1946, des membres du Canoë Club de France font l’intégrale des Gorges et du Grand canyon.
Un autre grand spécialiste des gorges du Verdon, Roger Verdegen, parcourt pendant des années le Verdon à l’aide d’une embarcation faite de boudins en caoutchouc. Au fil des années, il a écrit un ouvrage qui est une référence en la matière.

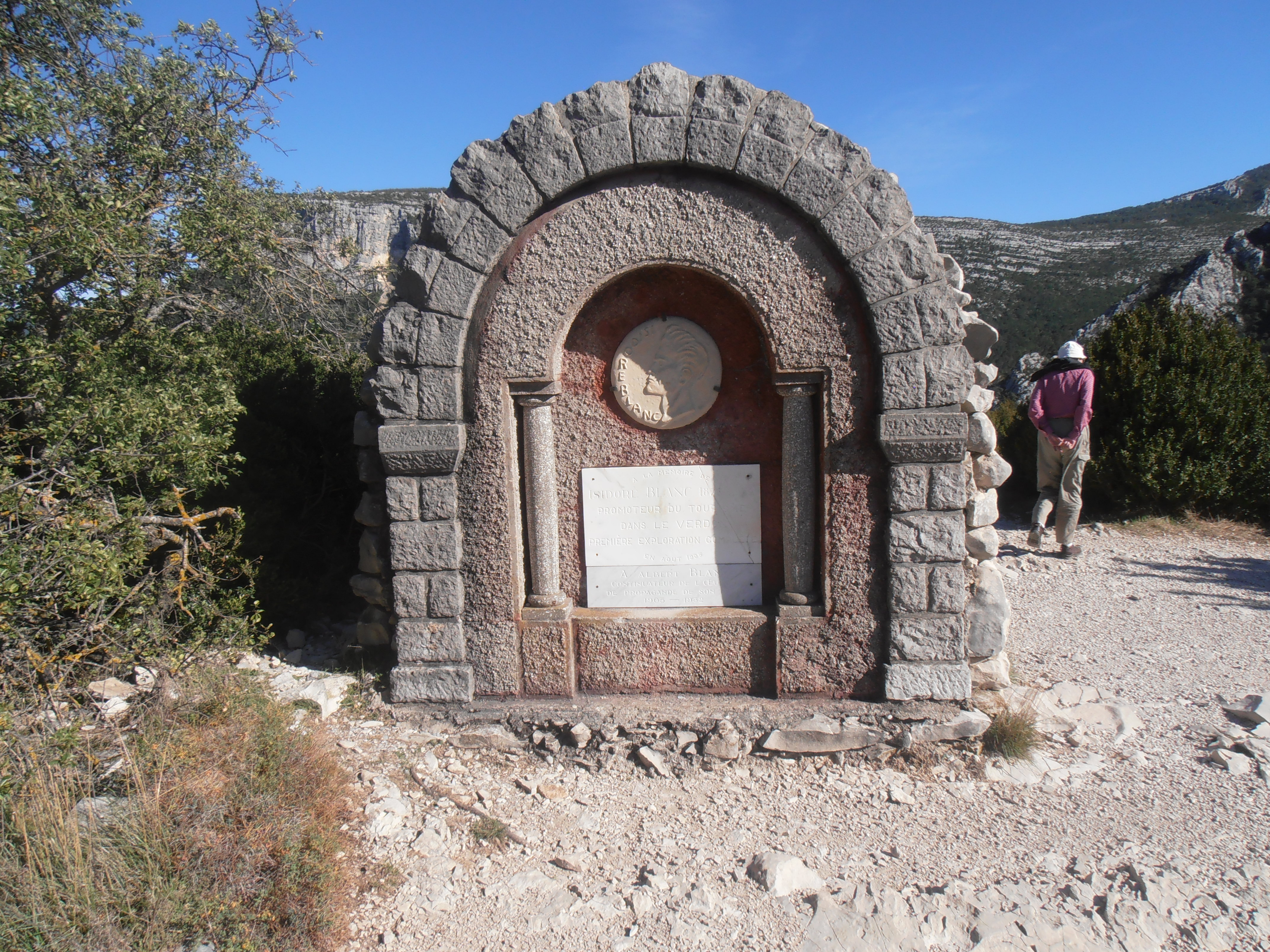
Monument en hommage à Isidore Blanc, Point sublime.

Nommé "délégué" du Touring-Club de France en 1928, Isidore Blanc, qui s'était lui-même baptisé "régisseur des gorges" consacra une grande partie de son temps et de son énergie à l'aménagement du sentier qui porte aujourd'hui son nom (partiellement du moins) jusqu'à sa mort accidentelle en 1933.
Le sentier Blanc-Martel a bénéficié d'une réfection complète en 2012-2013.

## La Randonnée

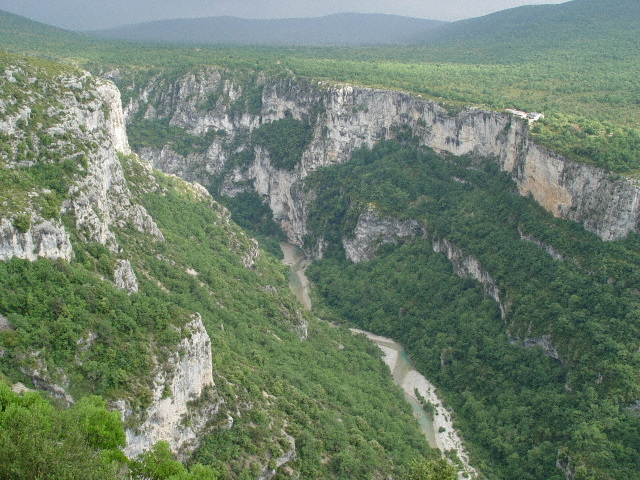
Le sentier Martel, au départ de la Maline. En face la falaise des Cavaliers. Au fond, le Verdon au Pré d’Issane.

Du chalet de la Maline au Point Sublime, en passant par le sentier Martel avec détour par la Mescla.
Le sentier Martel parcourt sur près de 15 km le Verdon par la rive droite depuis son entrée dans le canyon (Point Sublime) jusqu’au chalet de la Maline. Le parcours peut se faire dans les deux sens. La randonnée a son charme dans les deux sens. Il est toutefois préférable, surtout l’été partir du chalet-refuge de la Maline (accès par la Palud-sur-Verdon, Route des Crêtes) à cause de la réverbération solaire de l’adret et pour aborder les endroits à forte déclivité en descente. C’est également le meilleur sens pour la photographie, en raison du parcours du soleil. Il faut prévoir deux véhicules. On laissera un véhicule au départ (parking du Chalet de la Maline) et l’autre à l’arrivée (parking du couloir Samson ou parking du Point Sublime). Pour les personnes ne disposant que d’un seul véhicule, il existe pendant la saison touristique un service de bus faisant l'aller retour. Dans ce cas, on peut aller du Point Sublime à La Maline pour 6 € (prix 2017) ou inversement. En partant de très bonne heure et en été, certains randonneurs chevronnés font l’aller-retour à pied en 12 à 13 heures. Pour l’aller, dans le sens La Maline – Point Sublime, il faut compter de 7 à 8 heures avec le détour par la Mescla. 

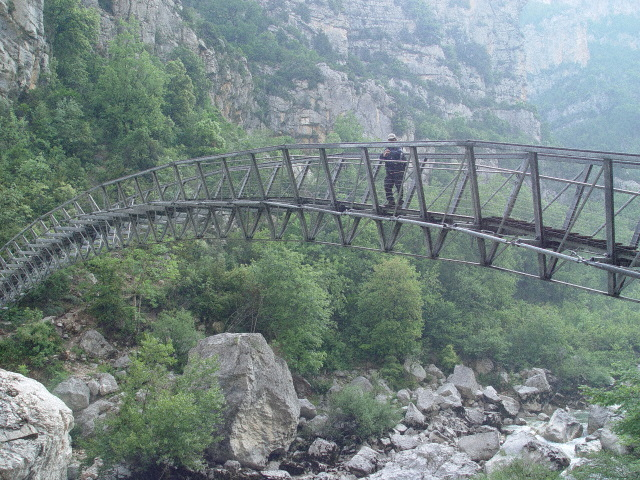
La nouvelle passerelle de l’Estellier.

De La Maline, le chemin descend en lacets pour rejoindre l’eau au gué de l’Estellier (passerelle détruite lors de la crue centennale de 1994, et reconstruite depuis). On passe le ravin de Charençon, puis un escalier permet de franchir la barre rocheuse du Pas d’Issane. Ne pas descendre vers la passerelle, mais continuer à gauche, en direction du Pré d’Issane, qui est une petite plage de galets et le premier endroit où l’on atteint le bord du Verdon. On arrive ensuite à l’étroit des Cavaliers, passage resserré entre des falaises de près de 300 mètres. Continuer le chemin qui longe la rivière pour remonter vers l’éboulis de Guègues. Au-dessus du sentier, dans l’éboulis, se trouve un tunnel de 1 196 mètres de longueur qui permet en cas d’orage d’éviter les dangereuses échelles de la brèche Imbert. (Ce tunnel est fortement déconseillé. Il est long, très sombre et étayé par endroits). Après la descente du talus de Guègues on atteint la grande grotte de la Baume-aux-Bœufs, puis on continue pour arriver avant la Brèche Imbert à un croisement qui indique « Mescla » 0 h30 ou « Point Sublime ».
Il est conseillé de faire le détour par le magnifique site de la Mescla, où l’Artuby se joint au Verdon. Vous verrez certainement, si vous levez la tête, des gens sur le belvédère de la Mescla, 200 mètres au-dessus de vous. C’est à cet endroit que se noya l’abbé Pascal, en 1928. Il était un des pionniers des gorges du Verdon.

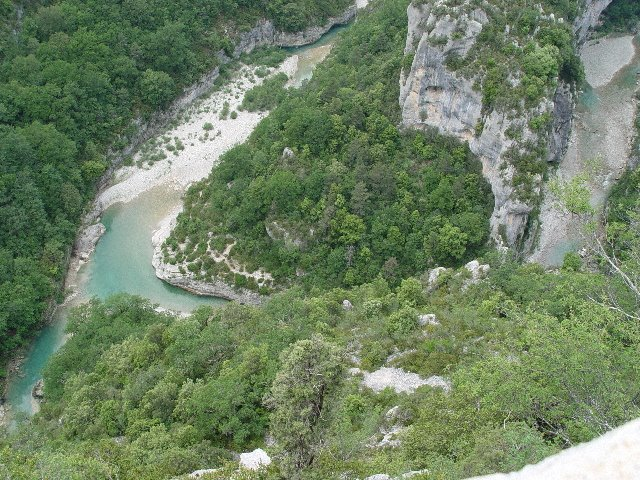
L’Artuby se joint au Verdon, au lieudit La Mescla.

Il est fréquent, à cet endroit, si on arrive de bonne heure, de voir du gibier se désaltérant dans l’eau émeraude de la rivière. Quand l’eau est plus profonde, à l’endroit où se jette l’Artuby, il n’est pas rare d’y voir de grands chevesnes se balançant doucement dans l’eau glacée. Cet emplacement est un excellent endroit, pour faire une pause, se restaurer et méditer sur la beauté de l’endroit.
Revenir sur ses pas, et prendre la direction du Point Sublime. Atteindre en peu de temps la Brèche Imbert (après une courte mais violente grimpée) et ses 6 échelles, totalisant 252 marches d’escalier métallique pour descendre les 100 mètres de dénivelé.

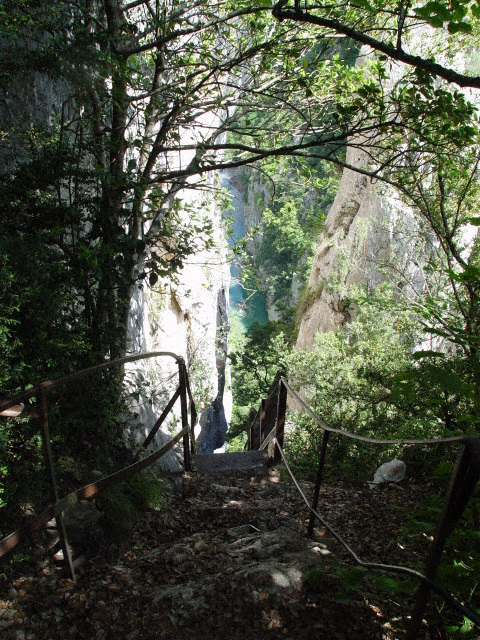
Les échelles Imbert, ce sont 6 échelles et 252 marches.

Ensuite le chemin remonte le long du Verdon, tantôt très haut au-dessus du cours d’eau, tantôt très proche, pour arriver vers une belle plage de galets, dans le défilé des Baumes-Fères (entendre "grottes sauvages"). À cet endroit, il y a toujours quelqu’un. C’est un endroit idéal pour la pause de midi . Depuis ce lieu, on aperçoit au fond et sur la gauche la majestueuse paroi de l’Escalès.

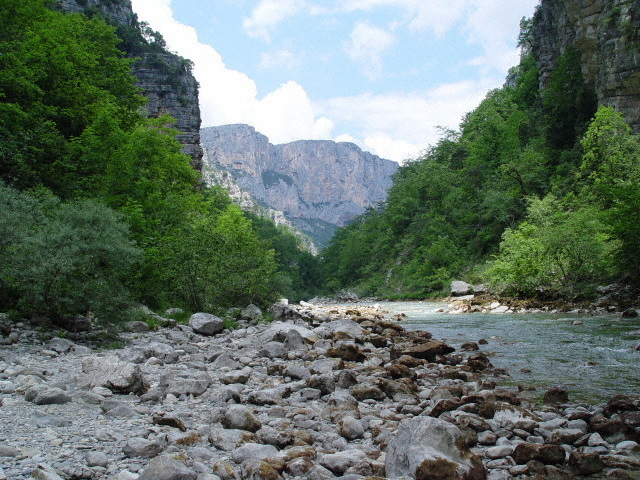
Plage des Baumes-Fères, dans le fond, la falaise de l’Escales.

La randonnée continue à longer le lit de la rivière, tantôt à l’ombre des arbres, tantôt en plein soleil sur les cailloux. Peu avant les 3 tunnels percés dans la paroi, on pourra voir sur l’autre rive les Tours de Trescaïre, deux impressionnantes pyramides monolithiques.  
On arrive ensuite au tunnel des Baumes. Ce tunnel est le premier d’une série de trois tunnels empruntés par le sentier Martel sur les sept créés lors des aménagements. Le laisser sur la gauche et continuer en bas de falaise. On arrive à un petit escalier métallique, qui rejoint la sortie du tunnel des Baumes.

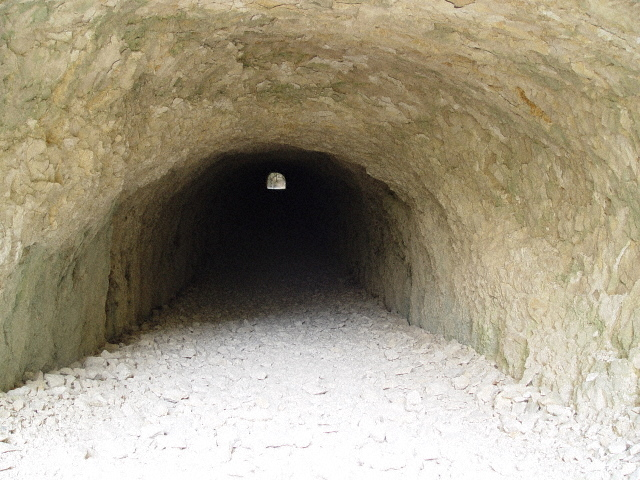
Entrée du tunnel de Trescaïre.

Il faut continuer, pour arriver ensuite au tunnel de Trescaïre long de 110 mètres. La traversée de ces trois tunnels nécessite d’emporter avec soi une lampe de poche. Il est bon d’emporter également un vêtement chaud. En effet, la température à l’intérieur contraste avec la chaleur de l’extérieur. Il faut faire attention où l’on met ses pieds, de grandes flaques d’eau recouvrent le sol à certaines périodes et il n’est pas rare de trébucher sur des morceaux d’anciens rails ou des déchets restant des anciens chantiers. Ces tunnels ont été conçus à une certaine époque, dans le cadre d’aménagements hydroélectriques qui ont été abandonnés après la guerre de 1939-1945.

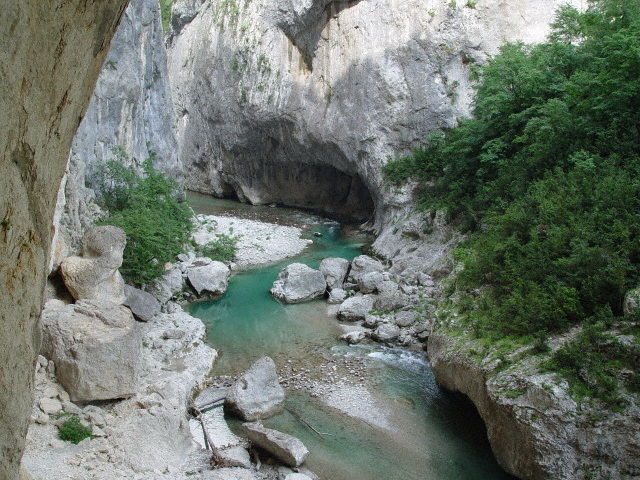
La Baume-aux-Pigeons.

À la sortie du tunnel de Trescaïre, on peut voir le resserrement des Gorges entre les parois de l’Escalès à gauche et les parois du Duc et de l’Encastel à droite. Puis vient enfin le dernier tunnel, le tunnel du Baou, long de 670 mètres. Ce tunnel est courbe et peu après son entrée, à environ 250 mètres, une fenêtre découpée dans la roche permet d’accéder à la Baume-aux-Pigeons. 
À la sortie de ce dernier tunnel, redescendre au bord du Verdon au lieu-dit le « Solitaire ». Franchir le Baou par la nouvelle passerelle et remonter au parking du couloir Samson. Rejoindre ensuite le Point Sublime (si on n’a pas de véhicule stationné dans ce parking) en suivant un bout le sentier GR4 qui rejoint le bord de la falaise et monte ensuite avec un dénivelé de 110 mètres jusqu’au parking du Point Sublime.

## Recommandations
Le sentier Martel n’est pas très difficile pour des habitués de la randonnée, mais il faut être prudent et ne pas avoir peur de marcher. Toutefois, le passage le plus délicat reste les échelles Imbert (6 échelles, 252 marches), difficile à franchir pour les randonneurs sujets au vertige. Il peut être utile de s'assurer (mousquetons, baudrier). Il faut réfléchir avant de partir. Au milieu du trajet, en avant ou en arrière, c’est le même parcours.
Il faut donc persévérer une fois en route. Cette randonnée est déconseillée aux petits enfants et les chiens sont interdits de parcours, sous peine de devoir les porter à de nombreuses reprises. Si on emmène des enfants, ils doivent obéir, sous peine de chute, voire d’accident.
Il est impératif : d’avoir de bonnes chaussures de marche, des lunettes de soleil, un vêtement chaud, un chapeau ou casquette (le soleil tape fort parfois).
Il faut emporter : 2 litres de boisson par personne au minimum, un peu de nourriture, une bonne lampe de poche par personne car les tunnels sont noirs, froids et humides, un sac plastique pour emporter vos restes et déchets.
Enfin, un peu d’argent pour le taxi ou le bus, afin de pouvoir retourner à la Maline récupérer son véhicule (Point Sublime - La Palud - Maline = 17 km de route, après le sentier Martel, c’est dur sans taxi ou bus).